# Fantasía y lectura
Fantasía y lectura es una serie de cuentos infantiles editado por el Grupo Editorial Santillana, que complementaban a la serie "SENDA", junto con la serie "Realidad y lectura". 

## Descripción
Cada volumen consta de una historia, que siguiendo la misma idea que "Las mil y una noches" sirve para hilar cuentos de diversa fuente y procedencia. El autor del original del primer libro es don Fernando Alonso, que actúa como asesor literario en el resto de los volúmenes publicados. El resto de volúmenes tendrían autores e ilustradores distintos, constando todos ellos con la colaboración en la selección de cuentos de doña M.ª Jesús Polanco y doña Pilar Trens
Los títulos de la colección completa aparecían en la contraportada. Sin embargo, no hay constancia de que se llegaran a editar los volúmenes 6, 7 y 8.

## Autores e ilustradores
Muchos de los nombres son conocidos ilustradores y autores españoles de cuentos infantiles.
| Título oficial y argumento. | Original literario              | Imagen                                         |
| --- | ------------------------------- | ---------------------------------------------- |
| "Los cristales de colores (fantasía y lectura) 1.º EGB" Los niños Cristina y Tony, y su perro Bingo, encuentran los cristales de un antiguo semáforo. Al mirar a través de ellos, pasan a participar en el mundo de los cuentos. | Fernando Alonso                 | Ilustraciones:Viví Escribá                     |
| "Los caramelos mágicos (fantasía y lectura) 2.º EGB" | María Puncel                    | Ilustraciones:Carme Perris y Adán Ferrer       |
| "Las letras embrujadas (fantasía y lectura) 3.º EGB" | Consuelo Armijo                 | Ilustraciones: Arcadio Lobato y Maite Miralles |
| "Las tres palabras mágicas (fantasía y lectura) 4.º EGB" | José Manuel Fernández Fernández | Ilustraciones: Federico Delicado               |
| "Los viajeros del futuro (fantasía y lectura) 5.º EGB" | Lourdes Ortiz                   | Ilustraciones:                                 |
| "La pista del mago (fantasía y lectura) 6.º EGB" |                                 | No disponible                                  |
| "Una herencia sorprendente (fantasía y lectura) 7.º EGB" |                                 | No disponible                                  |
| "Los laberintos sin fin (fantasía y lectura) 8.º EGB" |                                 | No disponible                                  |